# Горбеа (Чили)
Горбеа (исп. Gorbea) — город в Чили. Административный центр одноимённой коммуны. Население — 7852 человека (2002). Город и коммуна входят в состав провинции Каутин и области Араукания.
Территория коммуны — 694,5 км². Численность населения — 15 482 жителя (2007). Плотность населения — 22,29 чел./км².

## Расположение
Город расположен в 42 км на юг от административного центра области города Темуко.
Коммуна граничит:
- на севере — c коммуной Питруфкен
- на юге — c коммуной Лонкоче
- на западе — c коммуной Тольтен

## Демография
Согласно сведениям, собранным в ходе переписи Национальным институтом статистики, население коммуны составляет 15 482 человека, из которых 7735 мужчин и 7747 женщин.
Население коммуны составляет 1,65 % от общей численности населения области Араукания. 40,44 % относится к сельскому населению и 59,56 % — городское население.

### Важнейшие населенные пункты коммуны
- Гобреа (город) — 7852 жителя
- Ластаррия (поселок) — 1561 житель